# Filip de Medma
Filip de Medma (grec antic: Φίλιππος ὁ Μεδμαῖος, llatí: Philippus Medmaeus) va ser un filòsof grec nadiu de Medma, a la Magna Grècia. En alguna referència apareix com nadiu de Mende de Pal·lene, però es tracta d'un error.
Era deixeble de Plató, que li va fer dirigir la seva atenció a les ciències matemàtiques. Les seves observacions fetes al Peloponès i a Locres van ser usades per Hiparc de Nicea, Gemí de Rodes i Claudi Ptolemeu. Esteve de Bizanci diu que va escriure un tractat sobre els vents.
L'esmenten, entre d'altres, Vitruvi, Plini el Vell, Plutarc, que afirma que va demostrar l'esfericitat de la lluna, Procle i Alexandre d'Afrodísies. També es diu que va escriure un tractat per explicar tots els passatges matemàtics que es troben a les obres de Plató.